# Artrosis
Artrosis est un groupe de metal gothique polonais, originaire de Zielona Góra. Après leurs premiers pas sur la scène du festival polonais Castle Party en 1996, le groupe enregistre son premier album, Ukryty Wymiar (Hidden Dimension), en 1997. Encensé par les critiques[réf. nécessaire], c'est l'un des membres du groupe Lacrimosa qui va décider de les produire en dehors de Pologne. L'album est commercialisé internationalement début 1998.
Fin 1999, le groupe signe avec le label Metal Mind Productions, et sort son troisième album intitulé Posrod Kwiatow i Cieni. Les années 2000-2001 seront très prolifiques pour le groupe, avec six enregistrements en un an et demi.

## Biographie

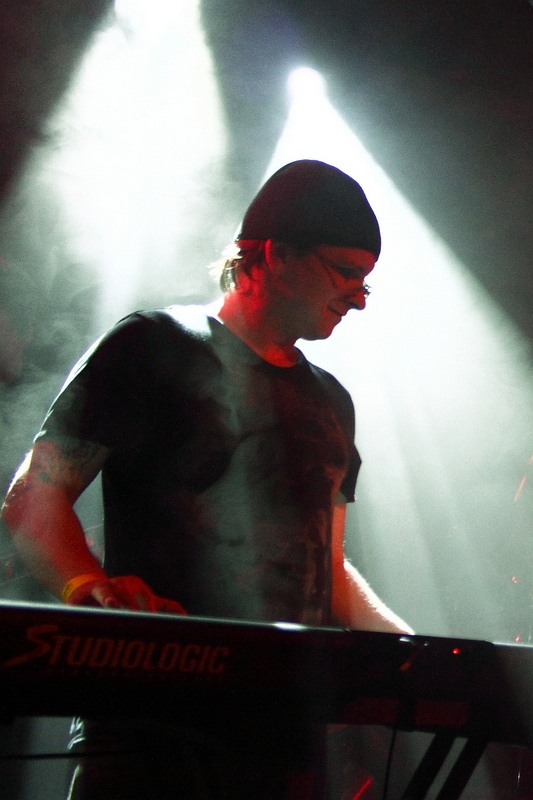
Maciej Niedzielski lors d'un concert au Mega Club le 6 mai 2011.

À ses débuts, le groupe fait usage de claviers, tambours électroniques, et guitares acoustiques. le groupe fait ses débuts sur la scène nationale en 1996, à la troisième édition du festival Castle Party. Le style musical dérivera progressivement vers le metal gothique, et abandonnera les riffs lourds. Un an après sa formation, le groupe publie son premier album studio, Ukryty wymiar, qui est bien accueilli par la presse spécialisée. En 1998, le label Morbid Noizz Productions publie l'album en version anglaise sous le titre Hidden Dimension. Un an plus tard, la version anglaise est publiée sous le label Hall of Sermon. En 1999, le groupe participe au Metalmania, puis signe quelque temps après un contrat avec Metal Mind Productions afin d'y publier un nouvel album, Pośród kwiatów i cieni. Toujours en 1999, Maciej Niedzielski formé le groupe Umbra.
L'année 2000 assiste à plusieurs concerts du groupe comme à l'Anathema au Royaume-Uni, sa réapparition à Metalmania et Castle Party, ainsi qu'une performance avec Theatre of Tragedy. En 2001 sort leur nouvel album intitulé Fetish, qui change radicalement de style musical. Cet album est ancré dans la musique électronique, mais les guitares restent authentiques. Il parle de soumission sexuel. l'album est nommé d'un Fryderyk dans la catégorie « album de l'année - Heavy metal ». Leur cinquième album studio, intitulé Melange est plus orienté musique électronique que le précédent opus, mais garde en partie les sons d'instruments traditionnels du rock et du metal.
Chaque année, le groupe prend part à des festivals de musique gothique en Pologne. Peu de temps après, Marcin Pendowski quitte le groupe, et est remplacé par Remigiusz « Remo » Mielczarek.
Puis Rafała Grunta est remplacé par Krystian « MacKozer » Kozerawski. En 2005, le groupe se sépare de Maciej Niedzielski - l'un des leaders. Ils recrutent un nouveau claviériste Konrada Biczaka, ancien membre du groupe Aion. Ils recrutent également le batteur Konrad Biczak.
Artrosis annule deux dates de concert, et publie l'album Con Trust qui comprend 10 chansons et deux vidéos des chansons Tym dla mnie jest et W półśnie. Après l'enregistrement, Biczak quitte le groupe et est remplacé par Paweł « Świcol » Świca, ancien batteur du groupe Lombard.

## Membres

### Membres actuels
- Magdalena « Medeah » Stupkiewicz – chant, instruments classiques (depuis 1995)
- Maciej Niedzielski – instruments classiques, programmation (1995–2005, depuis 2011)
- Grzegorz « Gregor » Piotrowski – guitare (depuis 2011)
- Damian « Francuz » Krawczyk – batterie (depuis 2015)

### Anciens membres
- Janusz Jastrzębowski – batterie (2011-2015)
- Krzysztof « Chris » Białas – guitare (1995–1999)
- Rafał « Grunthell » Grunt – guitare (1999–2002)
- Mariusz « Mario » Kuszewski – guitare (2003–2004)
- Krystian « MacKozer » Kozerawski – guitare (2002–2010)
- Artur Tabor – guitare (2011)
- Marcin Pendowski – guitare basse (1998–2001)
- Remigiusz « Remo » Mielczarek – guitare basse (2002–2010)
- Piotr « Gruby » Milczarek – guitare basse (2011)
- Łukasz « Migdał » Migdalski – instrument classique (2005–2010)
- Konrad « Lombardo » Biczak – batterie (2005–2006)
- Paweł « Świcol » Świca – batterie (2006–2010)

## Discographie
- 1996 : Siódma Pieczęć (démo)
- 1997 : Ukryty Wymiar
- 1998 : 'W Imię Nocy
- 1998 : W Górę (Sp)
- 1998 : Hidden Dimension EP
- 1999 : Pośród Kwiatów I Cieni
- 1999 : Hidden Dimension
- 2000 : Live in Kraków (VHS)
- 2000 : In The Flowers Shade
- 2001 : Koncert w Trójce
- 2001 : Ukryty Wymiar (réédition)
- 2001: W Imię Nocy (réédition)
- 2001 : In Nomine Noctis'
- 2001 : Fetish
- 2002 : Live in Kraków: Among the Flowers and Shadows (DVD)
- 2002 : Melange'
- 2006 : Con Trust
- 2011 : Imago
- 2015 : Odi Et Amo